# Lac Kachiwiss
Lac Kachiwiss är en sjö i Kanada.   Den ligger i regionen Côte-Nord och provinsen Québec, i den östra delen av landet, 900 km nordost om huvudstaden Ottawa. Lac Kachiwiss ligger 121 meter över havet. Arean är 0,49 kvadratkilometer. Den sträcker sig 1,2 kilometer i nord-sydlig riktning, och 1,5 kilometer i öst-västlig riktning.
I omgivningarna runt Lac Kachiwiss växer i huvudsak barrskog. Trakten runt Lac Kachiwiss är nära nog obefolkad, med mindre än två invånare per kvadratkilometer.